# 巴蘭基塔區
6°14′35″S 76°02′09″W / 6.2430°S 76.0357°W
巴蘭基塔區（西班牙語：Distrito de Barranquita），是秘魯的一個區，位於該國中北部聖馬丁大區的拉馬斯省，始建於1962年2月9日，面積1,022.9平方公里，海拔高度200米，2005年人口6,181，人口密度每平方公里6人。